# PuWe 1
PuWe 1 (Pk 158+17 1)  ist ein planetarischer Nebel im Sternbild Lynx, der ungefähr 1300 Lichtjahre von der Erde entfernt ist.